# Maldonne (film)
Pour les articles homonymes, voir Maldonne.
Pour plus de détails, voir Fiche technique et Distribution.
Maldonne est un film franco-italien réalisé par Sergio Gobbi, sorti en 1969 et librement inspiré du roman homonyme de Boileau-Narcejac.

## Synopsis
Musicien de talent en manque d'argent, Jacques Christens est engagé par le mystérieux Frank Herman pour jouer le rôle de M. de Baer auprès de son épouse, Gilberte, souffrant de démence. Un immense héritage serait à la clé... Pour donner le change, Jacques apprend toutes les mimiques et les attitudes de M. de Baer, et se prend au jeu de ce 'rôle', quoique parfois quelque peu dérangeant. Néanmoins, une partie de l'immense demeure est inaccessible pour Jacques. Un mystérieux homme y vit reclus, et, soufrant du cœur, y reçoit les soins de Herman. Pendant ce temps, des individus prennent des photos du 'couple' dans sa vie de tous les jours, et surveillent leurs agissements. Ils sont particulièrement attentifs aux manières de Christens, alias M. de Baer. Ces 'enquêteurs' sont sur les traces d'un ancien criminel de guerre nazi, Martin von Klaus, disparu après la guerre. Tout au long de ce 'jeu' de faux-semblants, de véritables sentiments finissent par naître entre Gilberte et Jacques. Mais les évènements vont s'entremêler jusqu'à un dénouement des plus dramatiques.

## Fiche technique
- Titre : Maldonne
- Réalisateur : Sergio Gobbi
- Scénario, adaptation et dialogues : Maurice Chapelan, Jeanne Cressanges et Sergio Gobbi, d'après un roman de Pierre Boileau et Thomas Narcejac
- Photographie : Daniel Diot
- Musique : Vladimir Cosma
- Son : Lucien Yvonnet
- Décors : Louis Le Barbenchon
- Montage : Gabriel Rongier
- Durée : 96 minutes
- Pays de production :  France
- Dates de sortie : 
  - France : 30 avril 1969

## Distribution
- Pierre Vaneck : Jacques Christens
- Elsa Martinelli : Gilberte de Baer
- Robert Hossein : Martin von Klaus
- Jean Topart : Frank Herman
- Roger Coggio : l’impresario Boslié
- Jacques Castelot : le chef des justiciers
- Daniel Moosmann : David
- Robert Dalban : le patron du cabaret
- Claude Génia : la visiteuse
- Patricia Car : Monique
- Geneviève Thénier : Sarah
- Albert Minski : le musicien
- Rudy Lenoir : l’officier allemand
- Guy Marly : le réceptionniste
- Georges Berthomieu
- André Chanu
- Georges Douking : un membre de l'équipe des chasseurs de nazis
- Martine Messager
- Rossella Bergamonti
- Albert Minski